# Alloclubionoides euini
Alloclubionoides euini är en spindelart som först beskrevs av Paik 1976.  Alloclubionoides euini ingår i släktet Alloclubionoides och familjen mörkerspindlar. Inga underarter finns listade i Catalogue of Life.